# Meu Carro Falha
Meu Carro Falha é um website criado pela consumidora Daniely Argenton, do estado brasileiro de Santa Catarina, para demonstrar as falhas ocorridas com seu Renault Mégane 2007. O site ganhou notoriedade com a decisão da Primeira Vara Cível de Concórdia, em Santa Catarina, atendendo a pedido da montadora, de que o mesmo, bem como os diversos perfis criados em redes sociais referentes ao caso, teriam que ser retirados do ar.

## História
Segundo as declarações de Daniely Argenton no website, a ideia de criá-lo surgiu após diversas tratativas com a Renault, fabricante do veículo, para consertar as falhas do mesmo, ocorridas desde logo após a compra e ainda no período da garantia, se revelaram infrutíferas. A consumidora teria buscado reparação judicial contra a montadora, que apesar da existência de perícia que comprovaria o defeito e do mesmo ter surgido durante a garantia, não teria realizado a troca do carro. Assim a consumidora teria decidido criar o site para divulgar os fatos ocorridos desde a compra do veículo. O domínio foi registrado em novembro de 2010, e a ordem judicial para que o site fosse retirado do ar foi emitida em março de 2011.

## Conteúdo
O site contém em sua parte superior um cabeçalho onde um grande contador mostra o tempo que o carro está parado devido aos problemas apresentados - mais de três anos. Há links para os perfis correspondentes no Youtube, Facebook e Twitter, bem como para compartilhar o site nestas duas últimas redes sociais. Várias seções permitem ver fotos e vídeos do carro, bem como informativos sobre a repercussão do caso, links para sites de defesa do consumidor, contato com a autora e ainda um fórum de discussões, ainda em implementação.

## Repercussão
O Meu Carro Falha pode ser considerado um exemplo do "efeito Streisand", quando uma informação que se deseja censurada na internet acaba replicada de forma gigantesca, acabando efetivamente com a finalidade da censura. Após a expedição da ordem judicial, o número de acessos ao site aumentou de forma enorme, computando já mais de 700.000 acessos em 19 de março de 2011.
O caso foi noticiado tanto por veículos de mídia eletrônica, como o Gizmodo Brasil, quanto por veículos de mídia tradicional ou ligados a esta, como a Folha de S.Paulo, O Estado de Minas. A tradicional revista automotiva brasileira Quatro Rodas também cobriu o caso em seu site. Um blog jurídico usou-o como exemplo da falta de entendimento das empresas do alcance e poder das redes sociais.
Em uma postagem no Twitter, a autora do site disse que o manteria no ar, assim como os perfis, enquanto os recursos sobre a liminar estivessem sendo julgados.

### Posição da Renault
Segundo a assessoria de imprensa da montadora Renault, o pedido de liminar deu-se em função de já tramitar uma ação na justiça originada por Daniely para resolver a questão. A Renault declarou ainda ter sido surpreendida com a posição da consumidora de criar site e perfis para expor o caso. A montadora estaria tentando uma reunião de conciliação com Daniely Argenton.

## Acordo
Em 22 de março de 2011, mais de quatro anos após as primeiras falhas detectadas no carro, a Renault informou que havia chegado a um acordo com a consumidora. A empresa reconheceu a existência de falhas em seus procedimentos internos e lamentou o caso, mas ressaltou sempre ter buscado a conciliação com a cliente.
O acordo inclui o ressarcimento do valor do carro, bem como as demais despesas relacionadas, além do fim das ações judiciais de ambos os lados envolvidos. Segundo a consumidora, um automóvel Clio também será doado à Associação de Assistência à Criança Deficiente como resultado da conciliação. Daniely disse ainda que o site ganhará a finalidade de "ser um local para consumidores e fornecedores buscarem a solução conciliadora para problemas como o meu", e que manteria no ar as contas nas redes sociais.